# Tabasco (saus)

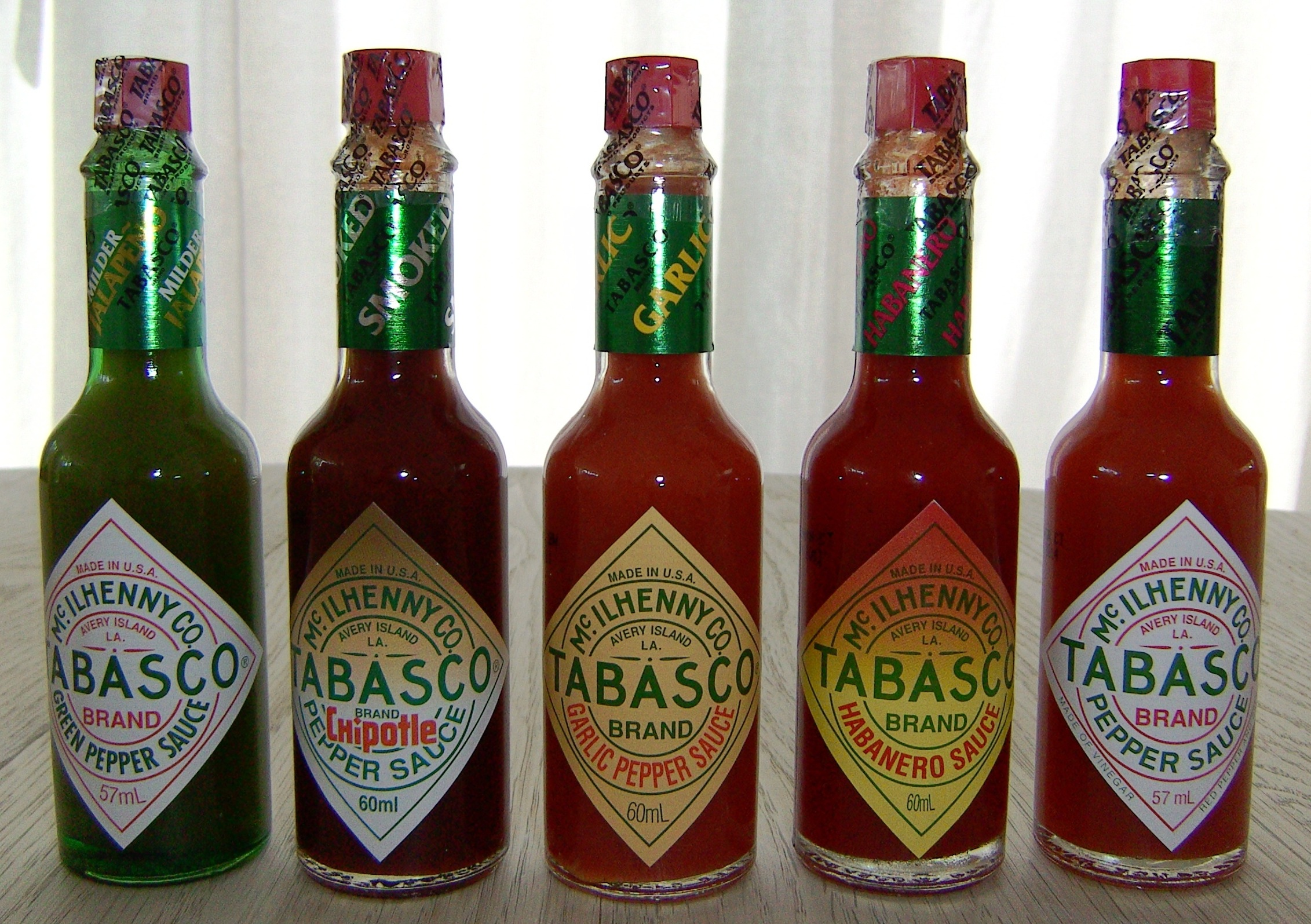
Groene peper-, peper- en knoflooktabasco

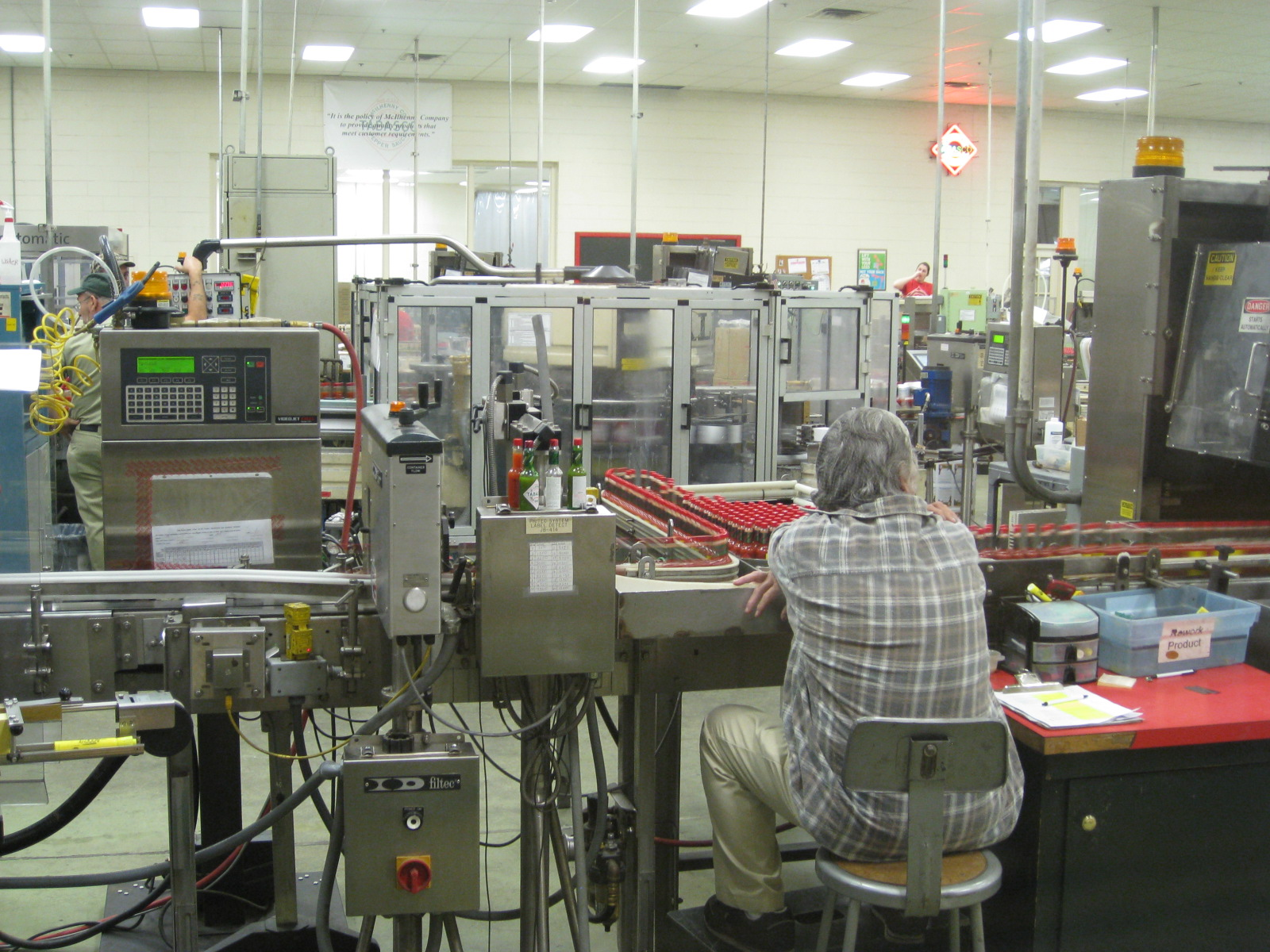
De tabascofabriek in Avery Island, Louisiana

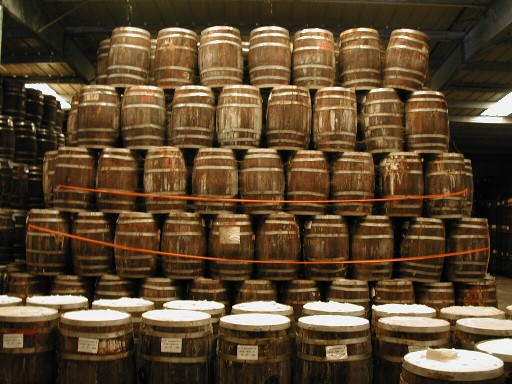
De vermalen tabascopepers worden in de eikenhouten vaten gerijpt op Avery Island, Louisiana

Tabasco is een pepersaus, op de markt gebracht door de McIlhenny Company, die azijn, pepers (Capsicum frutescens var. tabasco) en zout bevat.
De McIlhenny Company is een familiebedrijf. Alle 155 aandelen zijn in de handen van alle familieleden.
Het product rijpt gedurende 3 jaar in eikenhouten vaten, waardoor het zijn karakteristieke geur en smaak krijgt. Er is slechts één fabriek ter wereld waar de saus gemaakt wordt: in Avery Island in de Amerikaanse staat Louisiana, in het Cajun-gebied. Het exacte recept is een goed bewaard familiegeheim.
De saus is in verschillende formaten van flessen (60 ml tot 1 gallon) en in verschillende varianten beschikbaar. De varianten zijn gewoon (2500-5000 op de Scovilleschaal), groen (600-1200), Chipotle (met rookaroma, 1500-2500), Habanero (dubbel heet, 7000-8000) en knoflook (1200-1800).
De saus is genoemd naar de pepervariëteit tabasco, die afkomstig is uit een van de staten van Mexico: Tabasco. De rode pepers die sinds het begin gebruikt worden om de saus te maken, zijn pepers van deze variëteit.

## Geschiedenis
Edmund McIlhenny werd geboren in 1815 in Hagerstown, Maryland. Hij verhuisde rond 1840 naar Louisiana waar hij werkte als bankier. Door de Amerikaanse Burgeroorlog ging de bank failliet. McIlhenny had een recept voor pepersaus ontwikkeld voor privédoeleinden. Zijn vrienden en familie gaven hem het advies om pepersaus te gaan verkopen. Hij volgde dit advies op en begon de pepers vanaf 1868 op grote schaal op Avery Island te telen. In dat jaar bracht hij zijn pepersaus op de markt. 
Hij selecteerde de pepers op basis van rijping en kleur. De rode pepers werden geplukt en vermalen. De gemalen pepers werden vermengd met zout (dat werd gewonnen uit plaatselijke zoutmijn) en in kleine potten en vaten bewaard. Na 30 dagen werden de gerijpte gezouten pepers vermengd met Franse witte wijnazijn. De tabascosaus moest dan nog 1 maand verder rijpen.
In 1870 had hij de eerste verpakking voor tabascosaus bedacht. Hij kreeg patent op 21-ounce flessen met ruitvormige labels. 
De saus werd aanvankelijk verkocht aan de Golfkust van de zuidelijke V.S. en New Orleans. Gedurende de jaren 70 van de 19e eeuw breidde McIlhenny zijn rayon uit tot grote steden. Later werd de tabascosaus voor het eerst mondjesmaat naar Europa geëxporteerd. 
McIlhenny overleed in 1890, maar de productie van tabascosaus ging door. De familie heeft de productie uitgebreid en vernieuwd. Tabascosaus is in landen als Egypte en India geïntroduceerd.

## Productie
Sinds de introductie is de productiewijze van de tabascosaus nauwelijks veranderd. Alleen de rijpingswijze van de pepers is veranderd. De plukkers gebruiken tijdens het plukken een speciale kleurstok waarmee de kleur van de pepers vergeleken kan worden. Dit felrood gekleurde plukkers-stokje wordt "le petit Baton Rouge" genoemd. De tabascopepers worden machinaal vermalen, gezouten en in eikenhouten vaten gedaan welke voorheen voor de whiskyproductie werden gebruikt. Om schimmel te voorkomen, worden de eikenhouten vaten goed afgesloten met een ronde houten plank met daarop een laag zout. De gemalen gezouten pepers worden daar 3 jaar lang bewaard. Daarna wordt de verkregen pulp geschoond van schillen en zaden, waarna de pulp met witte wijnazijn wordt vermengd om nog een maand verder te rijpen.

## Gebruik
Tabasco kan in het algemeen gebruikt worden om gerechten wat pikanter te maken. Tabasco wordt bijvoorbeeld gebruikt in tomatensap, bloody mary's, pastasauzen, gehaktbereidingen en vele soepen.